# Onzo
Onzo (en lígur: Onsu) és un comune (municipi) a la província de Savona, a la regió italiana de la Ligúria, situat uns 80 km al sud-oest de Gènova i uns 45 km al sud-oest de Savona. A 31 de desembre de 2017 tenia 216 habitants.
Onzo limita amb els següents municipis: Aquila di Arroscia, Casanova Lerrone, Castelbianco, Nasino, Ortovero, Ranzo i Vendone.